# Medalla del Ejército de Liberación Nacional
La Medalla del Ejército de Liberación Nacional es una condecoración de Argelia.
Fue instituida por Ley 03/84. La medalla es fabricada por la empresa alemana Bender.
Es una medalla circular que muestra una mano sosteniendo la bandera nacional. Al fondo se visualiza una montaña. Está rodeado por laureles.